# Sävedalens församling
Sävedalens församling är en församling i Mölndals och Partille kontrakt i Göteborgs stift. Församlingen ligger i Partille kommun i Västra Götalands län (Västergötland) och ingår i Partille pastorat.

## Administrativ historik
Församlingen bildades 1971 som en utbrytning ur Partille församling och utgjorde därefter till 2014 ett eget pastorat. Från 2014 ingår församlingen i Partille-Sävedalens pastorat, från 2015 namnändrat till Partille pastorat.

## Kyrkobyggnader
- Ansgarskyrkan
- Sävedalens kyrka